# 1,8-Diamino-4,5-dihydroxyanthrachinon
1,8-Diamino-4,5-dihydroxyanthrachinon ist eine chemische Verbindung aus der Gruppe der Anthrachinone.

## Gewinnung und Darstellung
1,8-Diamino-4,5-dihydroxyanthrachinon kann durch Nitrierung von Chrysazin und anschließende Reduktion mit Eisen gewonnen werden.

## Eigenschaften
1,8-Diamino-4,5-dihydroxyanthrachinon ist ein Feststoff der in Form von blauen Nadeln aus Lösungen kristallisiert und praktisch unlöslich in Wasser ist.

## Verwendung
1,8-Diamino-4,5-dihydroxyanthrachinon wird zur photometrischen Detektion von Bor und als Farbstoff in der Biologie verwendet.